# OBike
oBike was een systeem van fietsdelen, ontwikkeld in Singapore, maar ondertussen al uitgebreid naar verschillende landen. De fietsen hebben een ingebouwd Bluetooth-slot en kunnen daardoor eender waar achtergelaten worden, ze hoeven niet in vaste stations gezet worden. Gebruikers kunnen met een smartphone-app beschikbare fietsen opsporen en huren. Het systeem werd in februari 2017 gelanceerd in Singapore en is ondertussen al beschikbaar in 11 landen waaronder Taiwan, Korea, Maleisië, Australië, Thailand, Duitsland, Oostenrijk, Nederland (inmiddels niet meer), België, Verenigd Koninkrijk en Zwitserland.

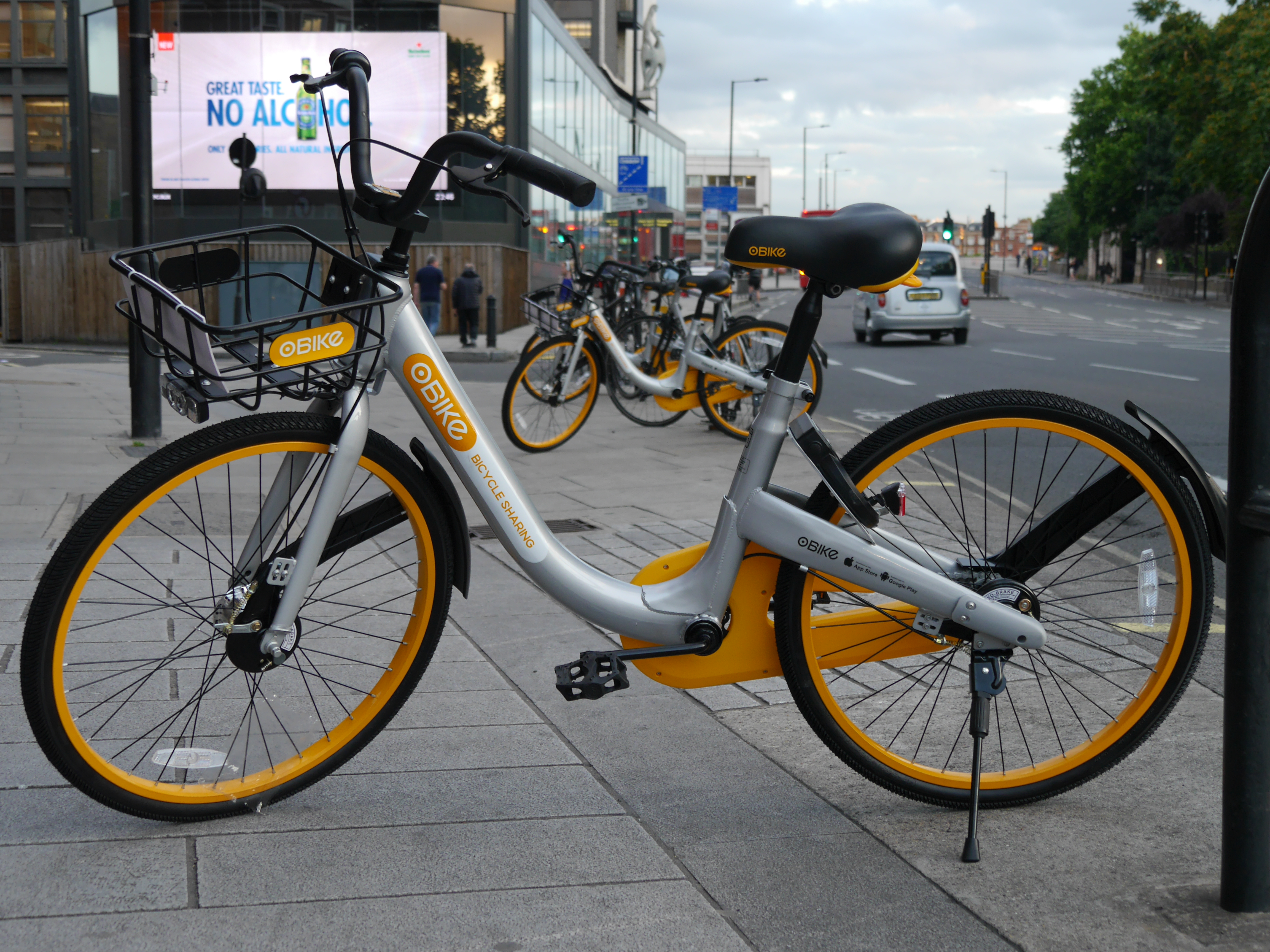
oBikes, Putney Bridge Approach, Londen, juli 2017